# Blejești (gmina)
Blejești – gmina w Rumunii, w okręgu Teleorman. Obejmuje miejscowości Baciu, Blejești i Sericu. W 2011 roku liczyła 3950 mieszkańców. 